# 山东建筑大学
山东建筑大学是一所以建筑土木类专业为特色，并兼有文、管等学科专业门类省属高等院校。它始建于1956年，前身是山东建筑工程学院。学校座落于中國山东省济南市历城临港开发区。学校是国家“卓越工程师教育培养计划”高校，是首批山东特色名校工程单位之一。
截至2013年12月底，学校有新校区、和平校区两个校区，占地面积2700余亩，校舍面积70余万平方米，教学科研仪器设备总值2.2亿元。学校设有16个学院，拥有57个本科专业，有教职工1997人，其中专任教师1323人，具有高级职称的教师666人，兼职博士生导师26人，硕士生导师314人，有全日制在校生2.6万人。
山东建筑大学始建于1956年。学校秉承“厚德博学、筑基建业”的校训，弘扬“勤奋、严谨、团结、创新”的校风，强化内涵建设，凝练办学特色，已发展成为一所以工科为主，以土木建筑为特色，工学、理学、管理学、文学、法学、农学、艺术学等交叉渗透、协调发展的多科性大学。学校是国务院批准首批学士学位授权单位、首批山东特色名校工程（省版211）、卓越工程师教育培养计划、全国建筑类高校就业联盟（ACEA）成员、服务国家特殊需求“绿色建筑技术及其理论”博士人才培养高校、山东省高校协同创新中心首批立项建设单位。

## 学校简介
学校位于济南市临港开发区，占地面积2700余亩，校舍面积70余万平方米。设有17个学院（部），57个本科专业，1个博士后流动站，1个博士人才培养项目，14个一级学科硕士点，53个二级学科硕士点，6个硕士专业学位授权类别，学校现有16个研究生培养单位，在校博士、硕士研究生2200余人。面向全国30个省（市、自治区）招生，全日制在校生2.6万人。有1个省部共建教育部重点实验室，3个山东省重点实验室，13个省高校重点学科和重点实验室，1个山东省非物质文化遗产研究基地，1个省高校人文社科研究基地，7个山东省工程技术研究中心。拥有纸质藏书188万册，电子图书115万册，教学科研仪器设备总值2.35亿元。拥有现代化的校园计算机网络和数字化校园环境。
学校现有教职工1997人，其中专任教师1323人，具有高级职称的教师666人，兼职博士生导师26人，硕士生导师314人。有双聘院士5人，国家新世纪人才工程人员5人，享受国务院特殊津贴专家18人，国家级教学名师1人，全国优秀教师13人，全职“泰山学者”特聘教授1人，泰山学者特聘教授及海外特聘专家12人，山东省有突出贡献的中青年专家17人，山东省级教学名师9人，山东省优秀教师13人。
学校拥有国家级特色专业4个、卓越工程师专业6个、国家级工程实践教育中心2个、国家级实验教学示范中心1个、国家级虚拟仿真实验教学中心2个、国家级精品课程3门、国家级双语示范课程1门、国家级教学名师1人，获国家级教学成果奖二等奖1项，6个土建类专业全部通过国家专业评估。学校是国家“卓越工程师教育培养计划”和“大学生创新创业训练计划项目”实施高校。2007年，在教育部本科教学工作水平评估中被评为优秀等级。

## 科研机构
截至2014年，学校拥有12个省部设置（所、中心、实验室），1个省部共建教育部重点实验室，3个山东省重点实验室，5个省级工程技术研究中心，4个省高校重点实验室，3个山东省高校重点实验室，1个山东省非物质文化遗产研究基地，1个省高校人文社科研究基地，7个山东省工程技术研究中心。
- 教育部重点实验室（1个）
  - 可再生能源建筑利用技术教育部重点实验室

- 省部重点实验室（4个）
  - 结构工程实验室
  - 智能建筑技术重点实验室
  - 建筑结构鉴定加固与改造重点实验室
  - 建筑节能技术重点实验室

- 省级工程中心（5个）
  - 山东省土木结构诊断改造与抗灾工程技术研究中心
  - 山东省数字城市及智能建筑工程技术研究中心
  - 山东省城市污水处理与资源化工程技术研究中心
  - 山东省绿色建筑钢结构工程技术研究中心
  - 山东省城市规划与设计工程技术研究中心

## 学科建设
截至2014年，学校设有9个省级重点学科，拥有57个本科专业，涵盖工学、理学、文学、农学、法学、管理学、艺术学七大学科门类22个一级学科；拥有一个博士后流动站及一个博士培养项目；拥有建筑学、土木工程、管理科学与工程等14个硕士学位授权一级学科；有53个硕士学位二级学科授权点，6个硕士专业学位授权类别，并具有工程硕士、艺术硕士专业学位和在职人员以同等学力申请硕士学位授予权；有2个山东省“泰山学者”设岗学科，其中城市规划与设计和供热、供燃气、通风及空调工程2个学科被省委省政府批准设立“泰山学者”岗位，并被确定为“十一五”省级强化建设重点学科。
- 博士点：建筑学
  - 博士后流动站：建筑学

- 一级学科硕士点：
  - 土木工程学院：土木工程
  - 管理工程学院：管理科学与工程
  - 热能工程学院：动力工程及工程热物理、土木工程、供热、供燃气、通风及空调工程、建筑与土木工程（暖通工程方向）、动力工程
  - 市政与环境工程学院：土木工程、环境科学与工程
  - 建筑城规学院：建筑学、城乡规划学、风景园林学
  - 艺术学院：风景园林学、林学、美术学、设计学
  - 机电工程学院：力学、机械工程。
  - 信息与电气工程学院：控制科学与工程
  - 商学院：工商管理
  - 材料科学与工程学院：材料科学与工程
  - 计算机科学与技术学院：计算机科学与技术
  - 理学院：物理学
  - 法政学院：马克思主义理论
  - 交通工程学院：土木工程、交通运输工程
  - 工程力学研究所：力学、材料科学与工程

## 科研成果
学校建有1个省部共建教育部重点实验室，现有个6个卓越工程师专业，有3个山东省“泰山学者”设岗学科， 21个省级重点学科、高校重点实验室、工程技术研究中心，1个省人文社会科学研究基地，1个省非物质文化遗产研究基地。自2009-2014年，学校拥有主持省部级以上教学改革项目18项。获得省部级教学成果奖20项，省级优秀实验教学成果及实验技术奖19项，并有在校学生的科技发明获国家实用新型发明专利。学校承担省部级以上科研项目420余项，科研经费总额达到3亿余元。获省部级以上科技奖励80余项，其中国家科技进步二等奖1项、教育部技术发明一等奖1项、山东省科技进步一等奖3项。教师发表学术论文7000余篇，被SCI、EI、ISTP检索收录635篇，出版专著教材540部，获得国家专利180项。（数据截止到2013年12月底）
近五年来，学生在“挑战杯”、数模、电子设计等竞赛中，获省级以上奖励340余项，在电子设计、数学建模、“挑战杯”等全国大学生竞赛中，获国家级奖励9项。在由各专业学会举办的建筑设计、城市规划设计和环境艺术设计竞赛中，获国家级金奖4项。毕业生受到社会广泛认可，就业率一直保持在90%以上，连续多年位居山东省高校前列，已为社会培养了10余万名高素质创新型人才。学校先后被评为“全国建设人才培养工作先进单位”、“山东省就业工作先进集体”、“山东省就业工作创新教育示范高校”。
山东建筑大学倡议并联合安徽建筑大学、北京建筑大学、大连理工大学、河北工程大学、河北建筑工程学院、吉林建筑大学、南京工业大学、南京理工大学、青岛理工大学、苏州科技学院、太原理工大学、西安建筑科技大学共同发起国建筑类高校就业联盟（ACEA），这一崭新平台对促进高校毕业生就业、提高就业质量，推动并深化校校、校企间的全面合作，对于促进建筑类人才合理配置，推动建筑类高校人才培养质量提升，积极为国家建设事业和经济社会发展服务，具有十分重要的意义。
截至2014年，学校先后12次被中宣部、团中央和全国学联授予“全国大学生社会实践先进单位”称号。2003年全省首次就业工作评估作为全省示范性单位被评为优秀。2012年学校成为首批山东特色名校工程（共10所）高校。